# Friuli Grave Verduzzo Friulano superiore
 (juillet 2025).
Si vous disposez d'ouvrages ou d'articles de référence ou si vous connaissez des sites web de qualité traitant du thème abordé ici, merci de compléter l'article en donnant les références utiles à sa vérifiabilité et en les liant à la section « Notes et références ».
Le Friuli Grave Verduzzo Friulano superiore est un vin italien de la région Frioul-Vénétie Julienne doté d'une appellation DOC depuis le 1er octobre 1985. Seuls ont droit à la DOC les vins blancs récoltés à l'intérieur de l'aire de production définie par le décret.

## Caractéristiques organoleptiques
- Couleur : jaune paille à jaune doré
- Odeur : caractéristique,
- Saveur: sèche à douce suivant le type de vin, parfois vive

Le  Friuli Grave Verduzzo Friulano superiore se déguste à une température comprise entre 8 et 10 °C. Il se boit jeune.

## Production
Province, saison, volume en hectolitres :
- pas de données disponible